# Взятка (газета)
«Взятка» — оппозиционная информационно-политическая газета, посвящённая разоблачению коррупции в рядах чувашских чиновников и защите чувашского языка.
Газета издаётся в Нижегородской области, так как по словам главного редактора, ни одна типография в Чувашии не соглашается её печатать.

## Мнения
Редактор Financial Times Ллойд Джордж, выступая на семинаре Московской школы политических исследований «СМИ и общество», заявил, что чувашская газета «Взятка» и её издатель Эдуард Мочалов являются «источником вдохновения для журналистов».

## Обвинения в экстремизме
В августе 2012 года Генеральная прокуратура РФ возбудила в отношении газеты уголовное дело по ч. 1 ст. 282 УК РФ за статью «Покажи мне свой язык, и я скажу — кто ты» о неравноправии чувашского и русского языков в республике.